# Свесский поселковый совет (Ямпольский район)
Свесский поселковый совет (укр. Свеська селищна рада) — входит в состав
Ямпольского района
Сумской области
Украины.
Административный центр поселкового совета находится в 
пгт Свесса
.

## Населённые пункты совета
- пгт Свесса